# Expo 2020
Expoziția mondială din 2020 (în arabă: 2020 إكسبو) are ca temă principală „Conectarea minților, Crearea Viitorului” și are loc în Dubai. Așa cum este menționat și în denumirea sa, aceasta ar fi trebuit să se desfășoare în perioada 20 octombrie 2020 – 10 aprilie 2021, însă decizia de amânare a fost luată în contextul situației creată de pandemia de COVID-19.  Expoziția va avea loc între 1 octombrie 2021 – 31 martie 2022, perioadă ce va coincide cu aniversarea a 50 de ani de la înființarea Emiratelor Arabe Unite.
Organizatorii expoziției menționează că cca. 6 miliarde de dolari au fost investiți în infrastructura locației expoziționale. De asemenea, prevăd faptul că peste 70% din spectatori vin din afara spațiului Emiratelor Arabe Unite.

## Participanți
Anul acesta participă 191 de țări la Expoziția Mondială, iar faptul că evenimentul se extinde pe o suprafață de 438 de hectare permite ca fiecare țară participantă să beneficieze de pavilionul său propriu, oferind astfel spectatorilor șansa de a se bucura de experiențe culturale captivante. Țările sunt împărțite în trei districte tematice, și anume cel al Sustenabilității, Mobilității și Oportunității.  În ceea ce privește pavilionul României, acesta se află în Districtul sustenabilității.

### Participarea României la Expo 2020 Dubai
În ultimii 25 de ani, România a participat la toate expozițiile mondiale organizate cu sprijinul BIE (Biroul Internațional pentru Expoziții). Pavilionul României va avea ca temă principală natura, dar va aborda, de asemenea, subiectul culturii și cel al istoriei bogate a țării.
Unul dintre standuri este dedicat celor mai pure surse de apă minerală din România, acesta oferind și un „Water Bar”. De asemenea, spectatorii pot participa la un tur virtual al Ariilor Protejate ale României. Nu în ultimul rând, pavilionul oferă o varietate de ateliere dedicate atât copiilor, cât și adulților.

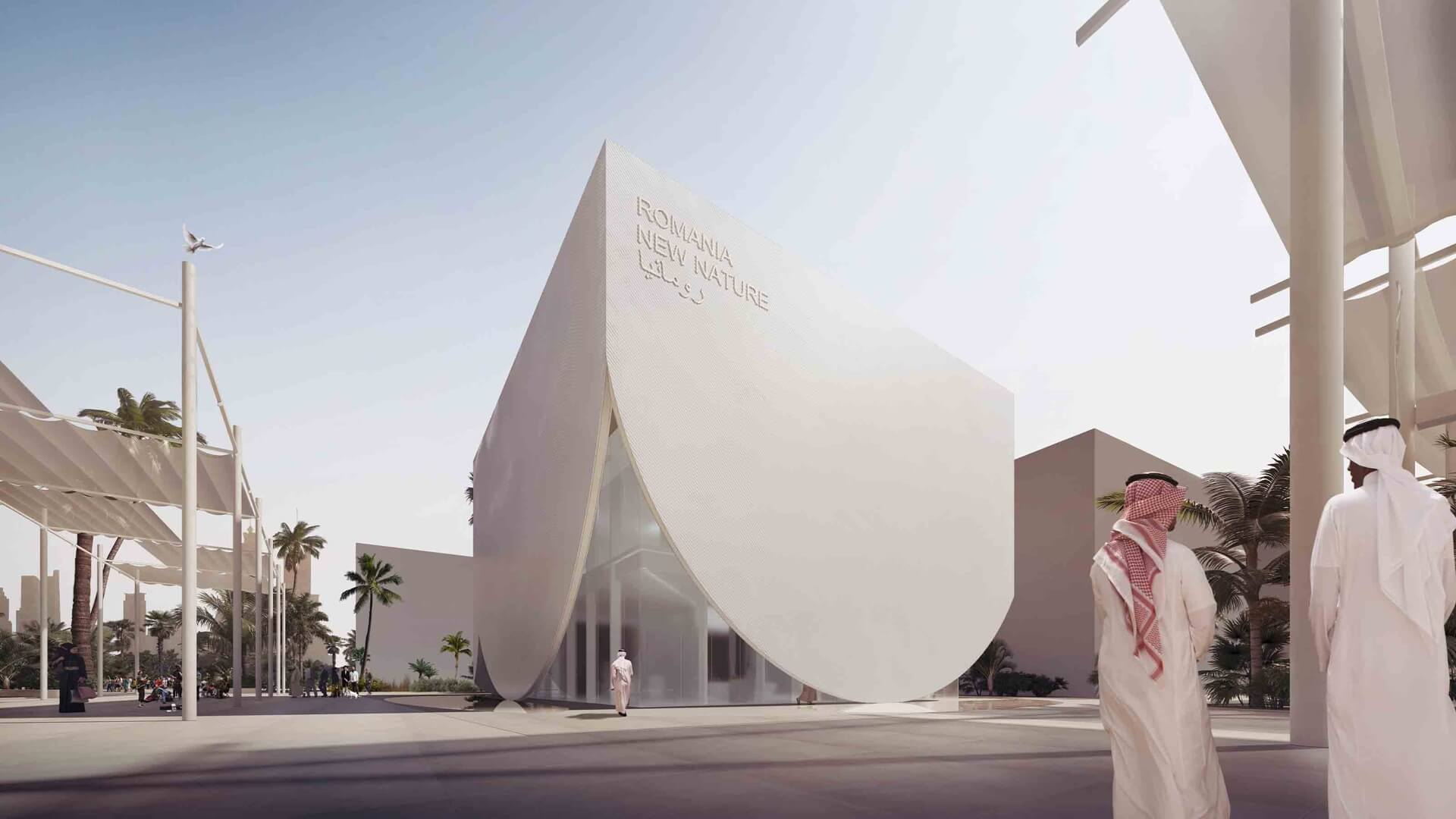
Pavilionul României, Expo 2020 Dubai

## Tematici
Tema expoziției se numește  „Conectarea minților, Crearea Viitorului”, iar aceasta este împărțită în trei districte tematice: Districtul Durabilității, Districtul Mobilității și Districtul Oportunității. 

### Districtul Durabilității
Districtul Durabilității, în care se află și pavilionul României, îndeamnă vizitatorii să aleagă o cale durabilă, astfel încât deciziile de zi cu zi să devină mișcări globale pozitive. Spectatorii pot avea parte de o experiență unică pe măsură ce explorează acest district, descoperind unele dintre cele mai avansate tehnologii din lume în acțiune și ceea ce fac țările pentru a promova durabilitatea. De asemenea, districtul dispune de o expoziție destinată recifelor de corali. 

### Districtul Mobilității
Acest district le permite spectatorilor să descopere vehicule autonome și alte tehnologii de mobilitate de ultimă generație. Țări precum Australia, Rusia și Republica Coreea sunt prezente în acest district, oferind o varietate de activități din acest domeniu. 

### Districtul Oportunității
Aici, participanții au șansa de a face cunoștință cu oameni din întreaga lume care transformă visele în realitate. De asemenea, districtul dispune de activități special concepute pentru dezvoltarea abilităților. 

## Experiențe
Spectatorii se pot bucura de un număr mare de experiențe din mai multe domenii, cum ar fi domeniul tehnologiei, al artei și culturii, al arhitecturii, al afacerilor și așa mai departe. Expoziția dispune de peste 60 de demonstrații în fiecare zi, 200 de restaurante și 200 de pavilioane de descoperit.

#### Inovație și tehnologie
Pasionații de tehnologie se pot bucura de experiențe prezentate de către Regatul Unit și de Emiratele Arabe Unite. Pavilionul Regatului Unit se axează mai mult pe Inteligența Artificială, designul acestuia fiind inspirat de proiectele fizicianului Stephen Hawking. 

#### Artă și cultură
Această categorie propune descoperirea caligrafiei arabe, vizitarea fântânilor proiectate de artiști și designeri regionali, activități ce implică muzica și multe alte experiențe unice. 
Expo 2020 dispune de multe alte categorii cu nenumărate experiențe, pe care spectatorii le pot explora timp de 6 luni, pe toată durata evenimentului.